# انحلال تماثلي
الانحلال التماثلي  (أو التكسر المتماثل) هو تفكك رابطة كيميائية لجزيء متعادل، بحيث يحصل كل جزء على إلكترون واحد من الإلكترونين المشتركين في الربطة.
خلال انقسام منصف لجزيء متعادل كهربائيا له عدد مزدوج من الإلكترونات ينفك إلى جزئين .
أي أن الإلكترونين المشتركان في ربط الربطة يتوزعان على الجزئين بعد الانقسام .
مثل هذا التفاعل يمكن ان يحدث عند تسليط فوق البنفسجية على الجزيء أو سقوط أشعة الشمس عليه حيث لا بد من أمداد الربطة بطاقة للتنفك بالتساوي homolytically.
كما يمكن أن تتسبب حرارة عالية في غياب الأكسجين ( pyrolysis) في تفكك ربطة في مركب يحتوي على الكربون.
تسمى الطاقة المسؤولة عن هذا التفكك طاقة تفكك الرابطة bond dissociation energy. كما يمكن تفكك ربطة كيميائية بعملية أخرى تسمى تكسر غير متماثل .

## اقرأ أيضًا
- حل مثلي
- تكسر غير متماثل